# Christian Lohr (Politiker)

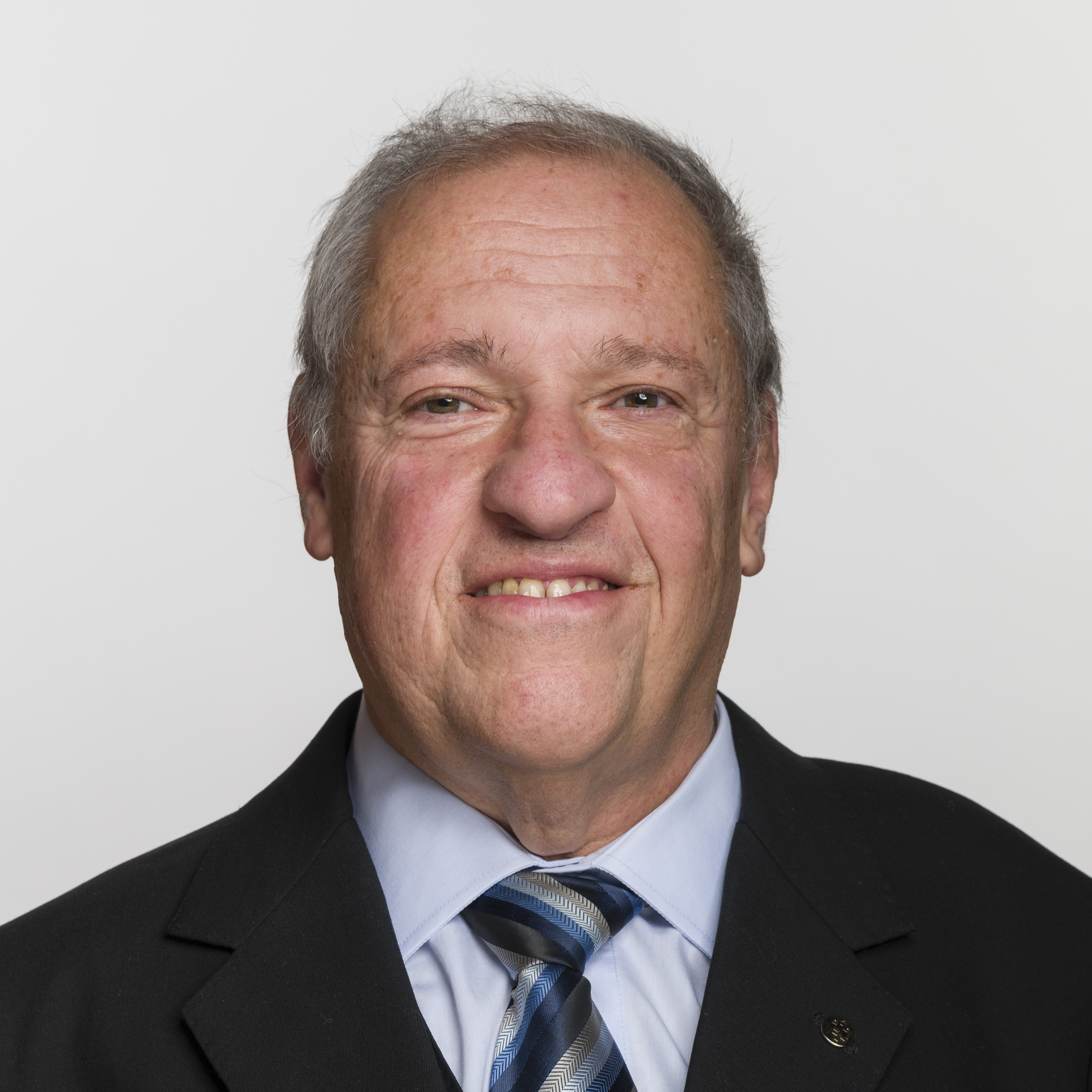
Christian Lohr (2019)

Christian Beat Lohr (* 5. April 1962 in Kreuzlingen; heimatberechtigt ebenda) ist ein Schweizer Politiker (Die Mitte, vormals CVP).

## Biografie
Nach seiner Matura 1983 an der Kantonsschule Kreuzlingen studierte er Volkswirtschaftslehre an der Universität Konstanz. Beruflich betätigt er sich als Journalist, Publizist und ist Dozent verschiedener Fachhochschulen sowie als Vorstandsmitglied in Behinderten- und Behindertensportverbänden. 1994 bis 2008 war er Präsident von Plusport Behindertensport Schweiz. Seit 1999 ist er Mitglied des Präsidiums von Pro Infirmis.
Seine politische Karriere startete er 1999 als Gemeinderat der Stadt Kreuzlingen (Legislative). Von 2000 bis 2014 war er Mitglied im Grossen Rat des Kantons Thurgau, von 2008 bis 2009 war er Grossratspräsident. Bei den Nationalratswahlen 2011 erreichte er innerhalb der CVP-Liste den zweiten Platz und wurde damit gewählt, weil die erstplatzierte Brigitte Häberli-Koller in den Ständerat gewählt wurde. Im Nationalrat ist er Mitglied der Kommission für soziale Sicherheit und Gesundheit sowie in der  Delegation bei der Interparlamentarischen Union. Zudem ist er Co-Präsident der parlamentarischen Gruppen «Behindertenfragen», «Journalismus in der Demokratie» sowie «Nichtübertragbare Krankheiten» und Mitglied der Gruppen «Bienen», «Bundeshaus-Band», «Christ+Politik», «Fanpolitik in der Schweiz», «Kinder- und Jugendmedizin», «Kindes- und Erwachsenenschutz», «Landesausstellung», «lingua e cultura rumantscha», «Luft- und Raumfahrt», «Musik», «Pferd», «Pflege», «Raumentwicklung», «Rotes Kreuz», «Sport», «Suisse – Solidarité internationale», «Textilwirtschaft» sowie «Zivildienst» (Stand: April 2022).
Lohr kam als Folge einer Contergan-Schädigung ohne Arme und mit missgebildeten Beinen zur Welt. Er ist ledig und wohnt in Kreuzlingen.